# Pallacanestro Varese 1964-1965
Nel Campionato 1964-65 la Pallacanestro Varese ha inizialmente il problema dell'allenatore, Vittorio Tracuzzi. In dubbio fino all'ultimo se accettare la proposta offertagli dalla Pallacanestro Petrarca Padova, Tracuzzi decide infine di proseguire con la squadra varesina.
Il campionato inizia a novembre, per consentire alla Nazionale di partecipare alle Olimpiadi di Tokyo. I cestisti provenienti dalla squadra campione d'Italia sono diversi; Giovanni Gavagnin, Ottorino Flaborea, il neo-acquisto proveniente da Biella, e Sauro Bufalini.
Dalla Robur et Fides Varese giunge in prestito un giovane Aldo Ossola, mentre Guido Carlo Gatti dopo anni di militanza, passa alla seconda squadra di Milano, l'All'Onestà. Al termine dell'annata, l'Ignis giungerà seconda, alle spalle della Simmenthal Milano, con 1697 punti all'attivo e 1454 subiti, miglior realizzatore Giambattista Cescutti, con 340 punti.
In Coppa Europa, alla sua seconda partecipazione, la squadra acquista per disputare il torneo lo statunitense di origine italiana Tony Gennari, che conduce la compagine varesina alla semifinale, persa contro l'Armata Rossa. I punti realizzati sono 633, subiti 557.

## Rosa 1964/65
- Sauro Bufalini
- Antonio Bulgheroni
- Giambattista Cescutti
- Ottorino Flaborea
- Giovanni Gavagnin
- Remo Maggetti
- Aldo Ossola
- Andrea Ravalico
- Valerio Vatteroni
- Massimo Villetti
- Tony Gennari straniero di Coppa
  - Allenatore
- Vittorio Tracuzzi

## Statistiche
| COMPETIZIONE        | GIOCATE | VINTE | PERSE | F    | S    | PIAZZAMENTO |  |
| CAMPIONATO          | 22      | 18    | 4     | 1697 | 1454 | 2           |  |
| TORNEI E AMICHEVOLI | 23      | 15    | 8     | 1894 | 1749 | -           |  |
| COPPA EUROPA        | 8       | 4     | 4     | 633  | 557  | Semifinale  |  |

## Fonti
- "Pallacanestro Varese 50 anni con voi" di Augusto Ossola
- "La Pallacanestro Varese" di Renato Tadini